# 八面城镇
八面城镇，是中华人民共和国辽宁省铁岭市昌图县下辖的一个乡镇级行政单位。 区域面积137.4平方千米。

## 行政区划
八面城镇下辖以下地区：
站前社区、土城里社区、财神庙社区、五甲社区、武营社区、烧饼社区、柳河社区、林家村、三合堡村、八面城村、五星村、贺家村、徐家村、大和村、公祥村、太平河村、广宁村、前王家村、信家店村、老坊村、丁家村、赵家店村、山岗堡村、满家村、果园村、东偏坡村、开原村、前吴村、民主村、桥西村、昌图八面城工业园区社区和昌图县三合种猪场。